# Szabadkőművesség

A szabadkőművesség alapvető jelképe: a kőműves derékszög (szögmérő) szárai fölé helyezett körző. Gyakran szerepel benne a G betű is. A nagy geométert, a világegyetem építőjét jelenti, vagyis a felsőbb lényt, a felsőbb értelmet, bárki vagy bármi is legyen az a szabadkőműves testvériség egyes tagjainak a hite szerint

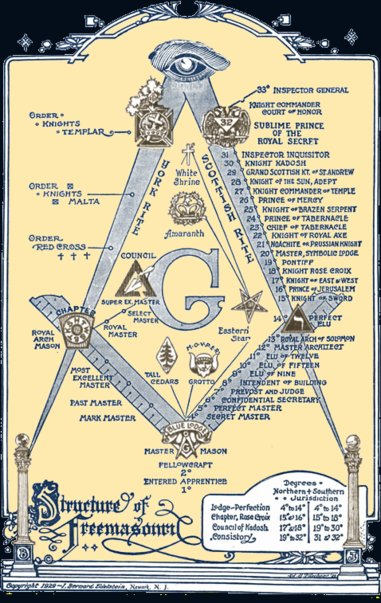
Diagram két amerikai szabadkőműves rendszer (a York és a Skót rítus) fokozatairól

A szabadkőművesség (angolul freemasonry, franciául franc-maçonnerie, németül Freimaurerei vagy Freimaurertum) az egyetemes emberi összetartozást, az emberek testvériségét hirdető vallásos-etikai színezetű mozgalom, amely a metafizikus és okkult gondolkozás különböző ágazatainak kombinációiból jött létre. Világszerte több millió taggal rendelkező heterogén, számtalan formában működő mozgalom, amely – önértelmezése szerint – az erkölcsi értékek, valamint a szellem szabadságának egyetemességét vallva, a felvilágosodás hagyományait követve tevékenykedik. Öt alapvető eszménye a szabadság, egyenlőség, testvériség, tolerancia és az emberiesség. Sokáig titkos társaságoknak tekintették a szabadkőművességet, és az is volt, de ma már nem titkos, hanem zárt társaság. Külsőségeiben a középkori kőművesek templomépítő céheinek formáit elevenítette fel, tagjai ritualizált beavatási szertartásokon keresztül ismerhetik meg a kőművesmesterségből származó szimbólumrendszerének mélyebb jelentését. Bár a legtöbb szimbólum és rítus napjainkra ismertté vált, de a szabadkőművesség valódi titkai belső titkok. Minden egyes jelölt maga járja azt az utat, amely saját belső lényén át vezet, felfedezni az igazi titkokat, amelyeket feltárni nem, csak megtapasztalni lehet.

## Etimológia

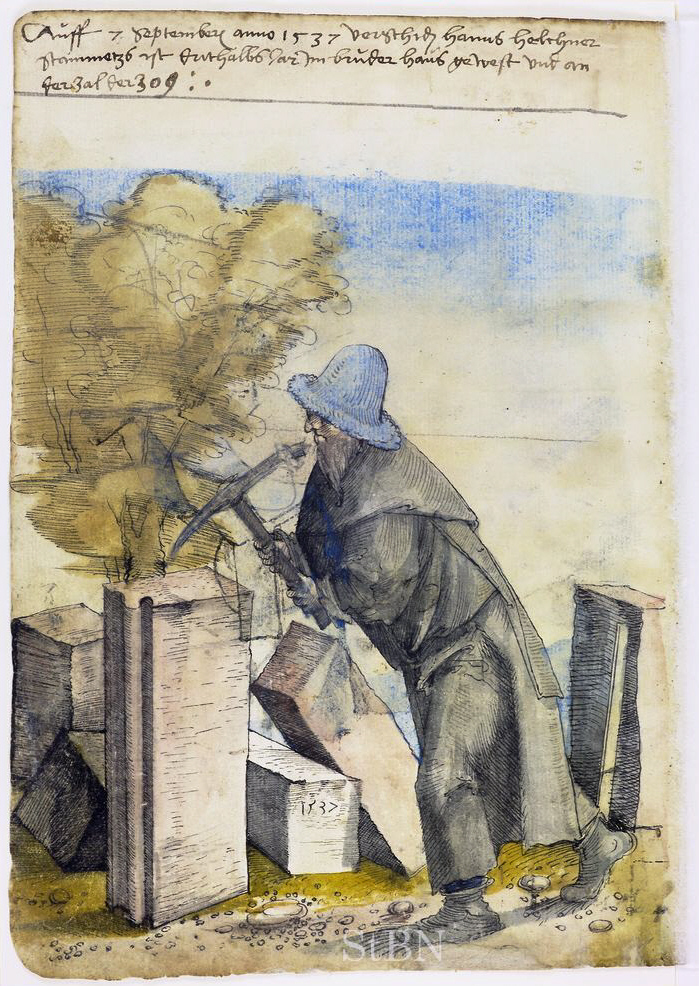
Erhard Schön: Kőműves (1537)

A szabadkőműves ("mason", maszon, fr. maçon – ’kőfaragó, kőműves’) a szabadkőműves páholyok tagjait jelölő megnevezés. A kifejezés a freemason angol szó azonos értelmű (feltehetően a német Freimaurer közvetítése révén kialakult) magyarítása, amelynek első megjelenését – még eredetileg ffremason formában – 1375-re tartják. Több magyarázata is van:
- Egyik szerint a céhektől független, később a céhbeli privilégiumokat élvező, nagy szaktudású kőművesmestereket értették alatta.

- Egy másik szerint a freestone mason (puhakő-faragó) szavak összetételével jött létre, ami a művészi díszítéseket, faragványokat, szobrokat készítő kőműveseket jelentette. Ennek ellentéte a roughstone mason (keménykő-faragó), az épületek építőelemeit készítő, kevésbé igényes munkát végző kőműves volt.

- Egy harmadik magyarázat szerint a középkori gótikus építészet katedrális építőinek tervezési és kivitelezési mesterfogásait (építőanyag, falvastagság méretarányai, boltozási technika) a kőfaragó és kőműves mesterek és inasaik titokként őrizték. Annak érdekében, hogy az építtetők meghívását követve szabadon vándorolhassanak, nem csatlakoztak céhekhez, hanem létrehozták a saját közösségeiket, a szabad kőművesek testvérisége egyleteket (Fraternity of Freemasons). A tiszteletbeli tagokat „fölvett kőműves” (accepted masons) névvel illették.

A kifejezésnek egyéb értelmezései is ismeretesek.

## Fő rendszerei
Az ún. angol rendszerű (magukat reguláris-nak nevező) szabadkőművességben egyebek mellett a tagság számára alapvető követelmény az Istenbe vetett hit. Ennek a hitnek a megnyilvánulását – azaz hogy ki mely vallás szerint hisz Istenben – a reguláris szabadkőművesség nem firtatja tagjaitól, hiszen a reguláris páholyokban vallási és politikai témák megvitatása tilos. Éppen ezért Istent a szabadkőműves ceremóniákban és szóhasználatban a Világegyetem Nagy Építőmesterének nevezik.
Az ún. latin, vagy francia rendszerű (az angol rendszerű szabadkőművesség szóhasználatában: irreguláris, ők magukat adogmatikus-nak nevezik) szabadkőművesség a metafizikai vélekedéseket az egyéni megítélésre bízza, azaz nem követelmény az Isten-hit, mint ahogy az ebben a szisztémában dolgozó szervezetek csak az aktuálpolitikai témák megvitatását tiltják páholyaikban.

## Története

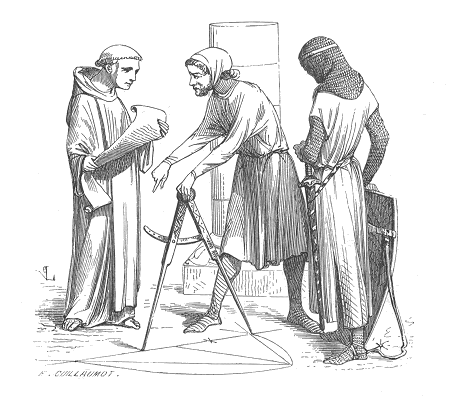
Középkori templomépítők

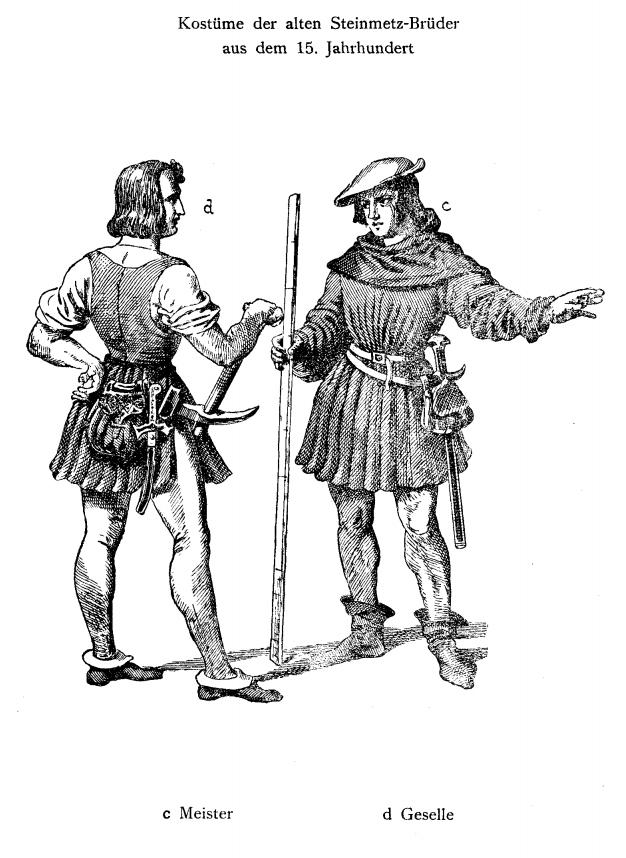
Kőfaragó mester és legénye a 15. században

A szabadkőművesség kialakulásának pontos története a dolog természete szerint nem ismerhető meg, legfeljebb hipotézisek konstruálhatók egyes tények összekapcsolásával. Egy ilyen konstrukciót ír le Benedek Szabolcs az operatív kőművesek tevékenységéről, amely a szimbolikus kőművesség alapja lehet:
"[...] a céhek egy része időről időre istentisztelethez hasonló rituális ceremóniákat tartott, amelyen csak a céhtagok vehettek részt, és amelyen speciális öltözéket (kvázi egyenruhát) viseltek. Ilyen rituális szertartás volt egyes céheknél az új tagok felvétele, amiben a hermetikus hagyományoknak megfelelően központi szerepet játszott a halál és az újjászületés dramatizált rítusa. A céhbe újonnan fölvettek esküvel fogadták, hogy magukra nézve kötelező érvényűnek veszik és megtartják a céh belső törvényeit. [...] Egy 1212-es londoni adóhatósági irat például a kőművesek (cementarii) és a kőfaragók társaságára (scultpores lapidum liberorum) hivatkozik. A páholy (lodge) szó jelenlegi ismereteink szerint először egy 1278-ból, a Vale Royal-i monostor építése idejéből származó építési dokumentumban olvasható, és eredetileg azt a helyiséget jelölte, ahol a kőművesek dolgoztak, közösen étkeztek és aludtak."

### A kezdetektől a 19. századig

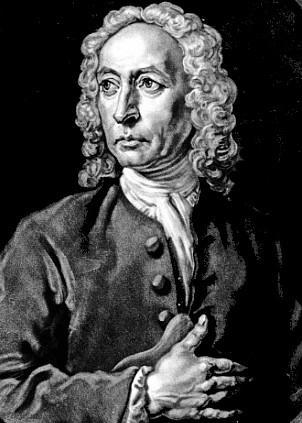
Anthony Sayer a Premier Grand Lodge of England nagypáholy 1717. június 24-én megválasztott első nagymestere

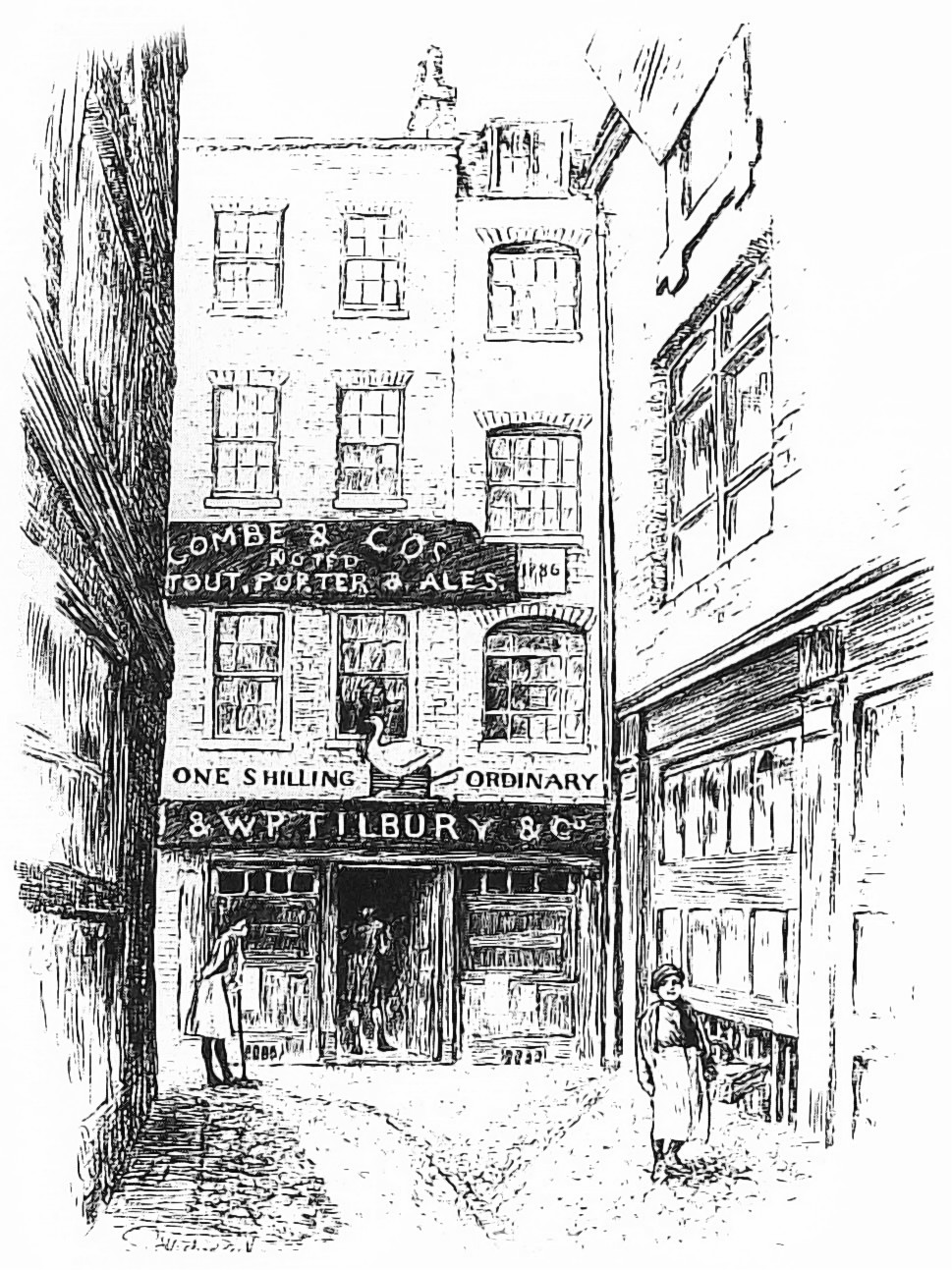
A Lúdhoz és Rostélyhoz címzett fogadó, az Angliai Nagypáholy 1717-es születésének helyszíne

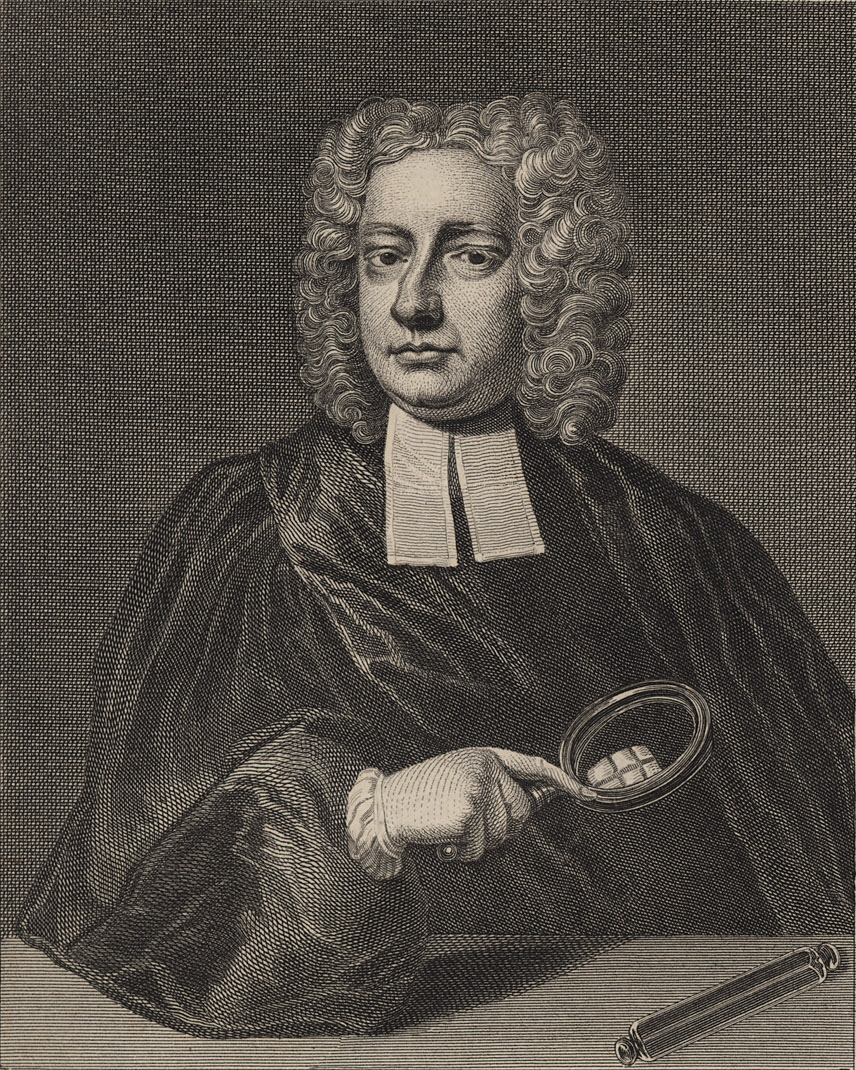
John Theophilus Desaguliers a Premier Grand Lodge of England nagypáholy harmadik nagymestere

Feltehetően Skóciában a Mary's Chapel Lodge már a 16. században, 1599-ben működött. Angliában a 17. századtól megkezdődik a szabadkőműves tevékenység. A páholyok nagypáholyba szerveződésével kezdődött a modern szabadkőműves története. 1717. június 24-én négy londoni szabadkőműves páholy (nem az összes) a Lúdhoz és Rostélyhoz címzett („Goose & Gridiron”) fogadóban nagypáhollyá (Premier Grand Lodge of England) egyesült, a többi kőműves egyletektől különválva. Még abban az évben „nagymesterré” választottak a maguk köréből Anthony Sayert "addig is, amíg egy előkelő nemes testvért (a Noble Brother) nem állíthatnak a nagypáholy élére". A négy páholy mindegyikének volt már neve. Névátvitellel arról a kocsmáról nevezték el a páholyt, amelyikben a tagok rendszerint összejöttek: a „Lúdhoz és rostélyhoz” (Goose and Gridiron), „Koronához” (The Crown), az „Almafához” (The Apple Tree) és a „Pohárhoz és Szőlőhöz” (Rummer and Grapes) páholy. James Anderson 1723-ban összeállítja és kiadja a szabadkőműves alkotmányt (The Constitutions of the Free-masons), majd e munkát folytatva jelenteti meg annak újabb változatát (The New Book of Constitution of the Antient and Honourable Fraternity of Free and Accepted Masons) 1738-ban.
A londoni nagypáholy megalakulása után a szabadkőműves páholyok két táborra szakadtak: az egyiket ősi, a másikat modern irányzatnak nevezték el. A vita a szertartások formája és természete körül robbant ki. Az ősi irányzat (amelyet Atholl Nagypáholyként is ismertek skót vezetőjéről Atholl hercegről) szerint a modernek olyan változtatásokkal éltek a szertartásokban amihez nem volt joguk. Végül a vita abban csúcsosodott ki, hogy az angol szabadkőművesség két nagypáholyra szakadt két nagymester irányítása alatt, akik nem ismerték el egymás szertartásait. 1751 július 17-én hivatalosan is megalakult a rivális nagypáholy "Antient Grand Lodge of England" néven, saját alkotmányt bocsátva ki 1756-ban "Ahiman Rezon" néven.
Angliában versengés alakul ki a ’ősiek’ és a ’modernek’ között, majd 1813-ban a rivális nagypáholyok egyesülve megalapítják az Angol Egyesült Nagypáholyt (United Grand Lodge of England - UGLE). Az új nagypáholy 1815-ben az andersoni alkotmányt kiegészíti az ősiek Laurence Dermott féle alkotmányából vett néhány passzussal, amelyből a legfontosabb az a követelmény, hogy a szabadkőművesek tegyenek hitet a Világegyetem Nagy Építőmestere (Glorious Architect of Heaven and Earth) mellett.
A sokszínű, a felvilágosodás eszmeiségével összefonódó, progresszív mozgalom gyorsan elterjedt Európában. 1725-ben Írországban, 1736-ban Skóciában, 1738-ban Franciaországban jön létre nagypáholy. A Brit Birodalom terjeszkedésével a szabadkőművesség is terjedt, gombamódra szaporodtak világszerte a páholyok. 1773-ban pedig Párizsban létrejött a Francia Nagyoriens.
Az angliai Nagypáholy és a Francia Nagyoriens közti szakadás 1877-ben következik be, amikor a Nagyoriens a tagjaitól már nem kívánja meg a Világegyetem Nagy Építőmesterében való hitet, valamint enyhít a politikai kérdések megvitatásának tilalmán. (A közkeletű hiedelmek ellenére a női és vegyes szabadkőművességet csak napjainkban ismeri el.) A két szervezet között a hivatalos kapcsolat megszakad, az angolszász orientáció saját magát regulárisnak, a latin vagy francia orientációt követő szabadkőműveseket pedig irregulárisnak nevezi el.

### 20. század

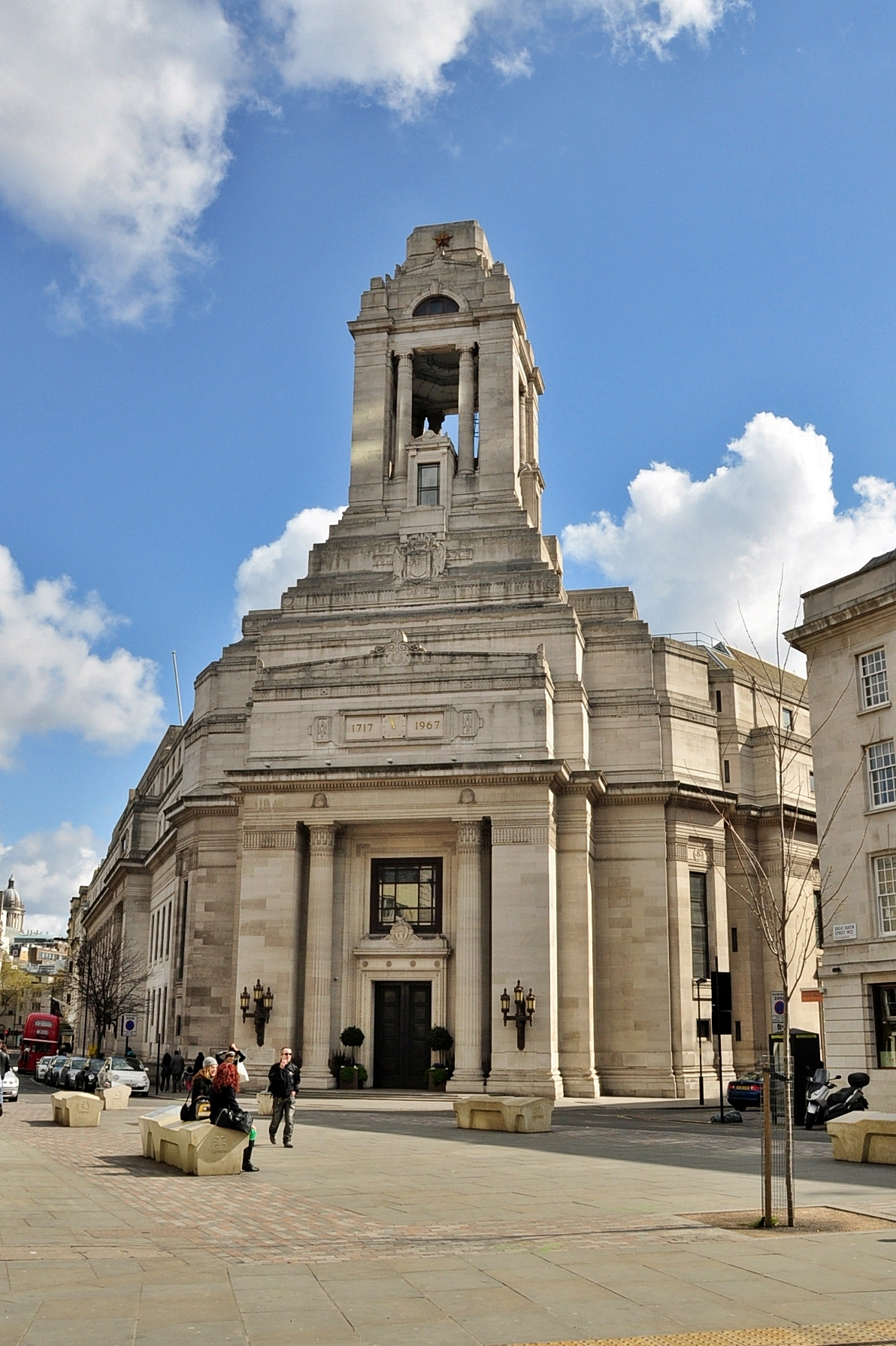
Az Angliai Egyesült Nagypáholy 1933-ban elkészült székháza Londonban

1929-ben az angolok kiadják a regularitás alapelveit tartalmazó dokumentumot (Basic Principles), amelyben deklarálják, hogy milyen alapon ismernek el ők nagypáholyokat – azaz mi szerint döntik el, hogy melyik szervezetet tekintik szabadkőművesnek és melyiket nem. Ennek főbb pontjai: a tagoknak valamely vallás szerint hinniük kell Isten létében; a páholyoknak csak férfiak lehetnek a tagjaik; a páholyokban vallási és politikai kérdések taglalása tilos; nem tartható fent szabadkőművesi kapcsolat olyan szervezetekkel, amelyek ezen elveket nem tekintik a magukénak.

### A szabadkőművesség és a katolikus egyház
A szabadkőművesség és a római katolikus egyház viszonya könnyen érthető, hiszen a szervezet létrejöttének helyszíne az a Brit Birodalom, mely nem ismerte el a pápaság intézményét, majd Franciaország, mely alapjaiban mélyen katolikus ugyan, de szintén gyakori nyílt konfliktusba keveredik a pápákkal, valamint a felvilágosodás eszméivel egyre nagyobb teret hódít az ateizmus is.
Bár a szabadkőművesség deklaráltan nem tartozik egyetlen valláshoz sem, mégis szabadelvű gondolkodásával, titokzatosságával, robbanásszerűen növekvő tagságával, egyházi szemszögből veszélyes konkurenciának tűnhetett.
Mindig lehetett hallani a katolikus egyház „ellenséges” megnyilvánulásairól, azonban a szabadkőművesség sosem fordult senkinek a hite, sem a katolikus egyház ellen. A legújabb korban viszont – különösen a francia szervezetek – már fellépnek az állam és egyház különválasztásának betartatásáért (laicitás).
1738-ban XII. Kelemen pápa kibocsátja az In eminenti apostolatus specula  kezdetű bullát, amely szerint a szabadkőművesség káros, amely veszélyezteti az államrendet és a hívek lelki üdvét. Ezek miatt a pápa kiközösítéssel sújtotta a szervezet tagjait.
Fülünkbe jutott, és a közbeszéd világossá tette, hogy bizonyos társaságok, közösségek, gyülekezetek, találkozók és kongregációk, amelyeket a köznyelv szabadkőműveseknek vagy francia kőműveseknek, vagy egy-egy nyelvnek megfelelően más egyéb módon nevez, széles körben elterjedtek, és naponta növekednek hatalmukban; és különböző vallásokhoz vagy szektákhoz tartozó emberek, megelégedvén a természetes becsületesség látszatával, egybegyűlnek, saját törvényeik és szabályaik szerint, egy szigorú és felbonthatatlan kötelékben, amely– mind a Szentírásra tett eskü, mind pedig több súlyos büntetés kilátásba helyezése által – megszeghetetlen hallgatásra kötelezi őket mindazzal kapcsolatban, amit titokban együtt tesznek. De a bűn természete, hogy elárulja önmagát és megmutatkozik az őt kísérő lármában.
(…)

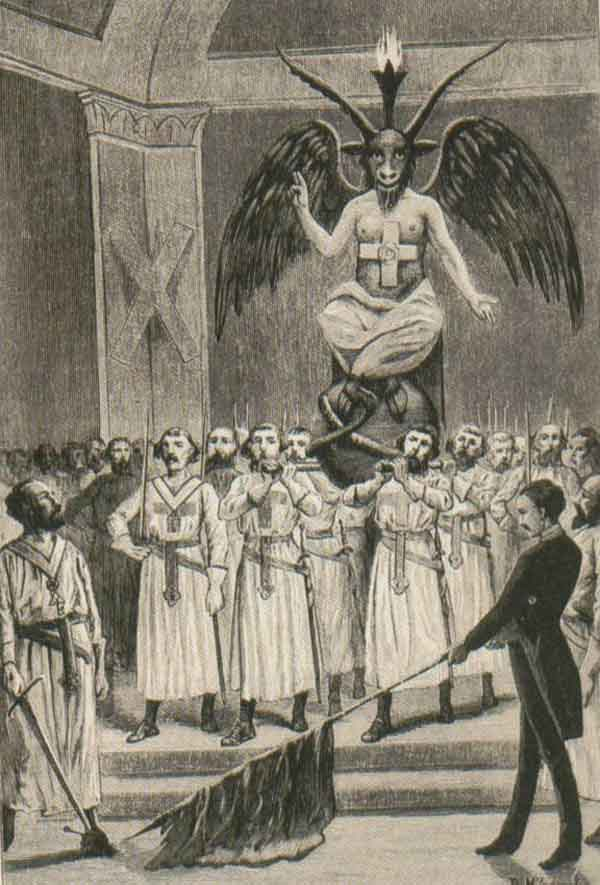
Egy, a szabadkőműveseket bálványimádással vádoló ábrázolás, feltehetőleg Léo Taxil egyik könyvéből

minden fent említett személynek teljesen távol kell maradnia az ilyen társaságoktól, közösségektől, gyülekezetektől, találkozóktól, kongregációktól és ülésektől, a kiközösítés büntetésének terhe alatt, amelyet magára von már magával a cselekedettel, mindenféle nyilatkozat nélkül is, és amely kiközösítés alól nem nyerhetnek feloldozást, csak haláluk órájában, vagy pedig Tőlünk, illetve az éppen uralkodó Pápától.
XIV. Benedek pápa az 1751-es Providas Romanorum elnevezésű bullában kifejti, hogy a szabadkőművesség vallási liberalizmusával fenyegeti a katolikus vallás dogmatikai tisztaságát, és indokként megemlíti a szabadkőműves esküszöveget és a titoktartási kötelezettség problémáját is.
A Nagy francia forradalom időszakától a pápai hozzáállás megváltozik, VII. Piusz pápa 1814-ben kiadott Sollicitudo omnium kezdetű bullájában az egyházfő megbocsátással fordul a páholyok tagjaihoz, őket az egyházhoz való visszatérésre biztatja, ugyanakkor másoknak megtiltja a szabadkőművességhez való csatlakozást, annak tevékenységében a közreműködést. Az 1846-ban trónra lépő IX. Piusz pápa, nyolc vonatkozó rendelkezést bocsát ki, amelyek közül a legfontosabb a Quanta cura kezdetű bulla (1864), amely egyenesen veszedelmes eltévelyedésnek bélyegzi – többek között – a szabadkőművességet.
XIII. Leó pápa 1884-ben kiadja a Humanum genus enciklikát. Ebben a pápa a szabadkőműveseket a sátán szolgáinak bélyegzi, akik az egyház megsemmisítésére és az államhatalom megkaparintására törekednek, ezt az enciklika a szabadkőműves rítus-, szimbólum- és szervezetrenddel próbálja bizonyítani.
Mi tehát a szabadkőművesség s mily utakon jár, eléggé látható azokból, amiket röviden érintettünk. Főelveik annyira és oly szembetűnően ellenkeznek a józan ésszel, hogy azoknál károsabbak nem is képzelhetők. Őrületes istentelenség s legvakmerőbb gonoszság ugyanis ki akarni irtani az Isten által alapított vallást, megsemmisíteni az ő örökké tartó egyházát s tizennyolc század után visszaállítani a pogányságot az ő erkölcseivel és szokásaival. S nem kevésbé megdöbbentő s még kevésbé elviselhető dolog, hogy a Jézus Krisztus által kegyesen nyújtott jótéteményeket nemcsak egyesektől, hanem a családoktól és államoktól is elvonják; ama jótéteményeket, miket még ellenségeink is kénytelenek a legnagyobbak gyanánt elismerni. Az ily őrületes és sötét szándékokból látni, hogy őket is ugyanazon engesztelhetetlen gyűlölet és bosszúvágy vezérli, melytől a gonosz szellem, a Sátán, Krisztus Urunk irányában ég.
XIII. Leó pápa volt az első számú áldozata Léo Taxil gigantikus csínyének, amivel a francia szabadgondolkozó 12 éven keresztül az orránál fogva vezette a pápát, megjátszotta megtérését a katolikus egyház kebelére és minden alapot nélkülöző pamfleteket írt a szabadkőművesség ellen. Ezek annyira egybevágtak Leó pápa véleményével, hogy személyes audiencián fogadta Taxilt és megáldotta működését. Bár Taxil csak a pápai csalhatatlanság dogmáját kívánta cáfolni csínytevésével, rágalmai, amit a szabadkőművességről kitalált (Luciferiánizmus, véráldozatok, összeesküvések), 1897-es önleleplezése után is az összeesküvés-elméletek részét képezik mindmáig.

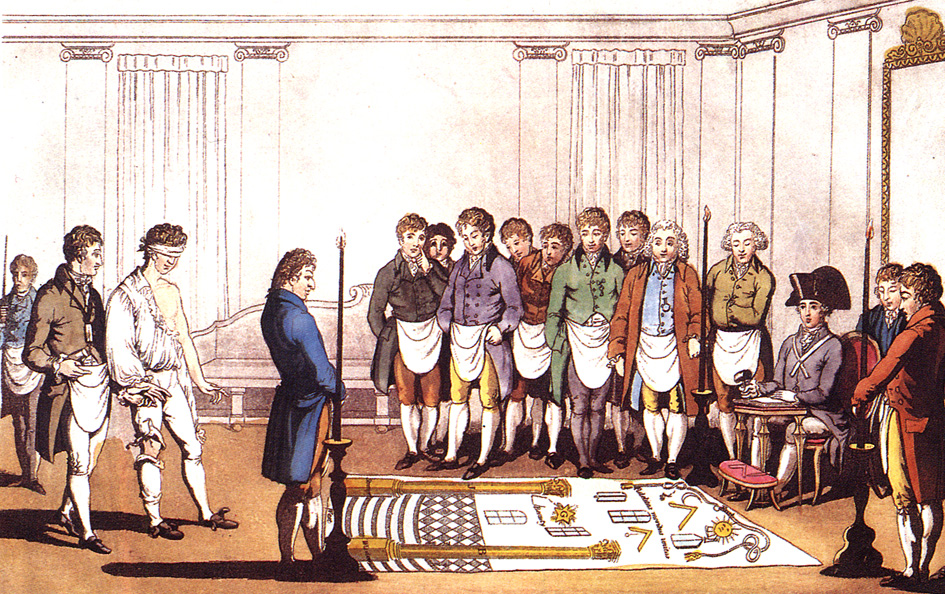
Beavatási szertartás Franciaországban 1805 körül

A következő évtizedeket a konszolidáció jellemzi.
XV. Benedek pápa uralkodása alatt, 1917-ben adják ki az új Egyházi törvénykönyvet (Codex Pii-Benedicti), amely a „szabadkőművesek szektájába” való belépést és a szabadkőműves tevékenységet automatikus kiközösítéssel szankcionálja.
1968–70 között tárgyalások zajlanak, amelyeket a lichtenaui nyilatkozat zár le, amiben kinyilvánítják a szabadkőművesek függetlenségét, az emberiség sorsáért való felelősségérzetet, és hogy a szabadkőművesség nem vallás és ilyen ambíciói sincsenek. A tárgyalásokat 1979-ben megszakították, amelyek azóta sem folytatódtak. A viszony hűlését mutatja a német püspöki kar által közrebocsátott 1980-as nyilatkozat, ami a szabadkőművesség és a katolicizmus teljes összeegyeztethetetlenségére mutat rá, a szabadkőművességet relativizmussal vádolva.
Az 1983-tól, jelenleg is hatályos Egyházi Törvénykönyv (Codex Iuris Canonici) már nem nevesíti a szabadkőműveseket, pusztán megállapítja: „Aki belép olyan társulásba, mely az egyház ellen mesterkedik, megfelelő büntetéssel büntetendő; aki pedig ilyen társulást előmozdít vagy vezet, egyházi tilalommal büntetendő.” 
A Joseph Ratzinger bíboros, prefektus (későbbi, XVI. Benedek pápa) által vezetett Hittani Kongregáció 1983-ban kiadta a – később II. János Pál pápa által jóváhagyott – Nyilatkozat a szabadkőműves társaságokról (Declaratio de associationibus massonici.) című állásfoglalást, amely változatlanul tilalmazza a katolikusok szabadkőműves tevékenységét, és az irat szerint a szabadkőműves katolikusok nem vehetnek részt az eucharisztia vételében, a szentáldozásban.
Az Egyháznak a szabadkőműves szervezetekre vonatkozó negatív véleménye ezért változatlan, mivel ezen szervezetek elveit az Egyház saját tanításával mindig is összeegyeztethetetlennek tartotta, így a bennük való tagság tiltott marad. Az a hívő, akit bevesznek tagként szabadkőműves társaságba, súlyos bűn állapotában van és nem részesülhet szentáldozásban.

### A szabadkőművesség története a világ országaiban
A közös tőről fakadó mozgalom a világ különböző fejlettségű részein más-más szerepet töltött be. Nyugat-Európában a polgári viszonyok stabilizálásán dolgozó polgárok, Kelet-Európában az elmaradott rendi viszonyok felszámolásán kívül a nemzeti önállóság nemesi hívei is a tagjai lettek; különösen igaz ez Magyarországra.

## Elvei és célkitűzései

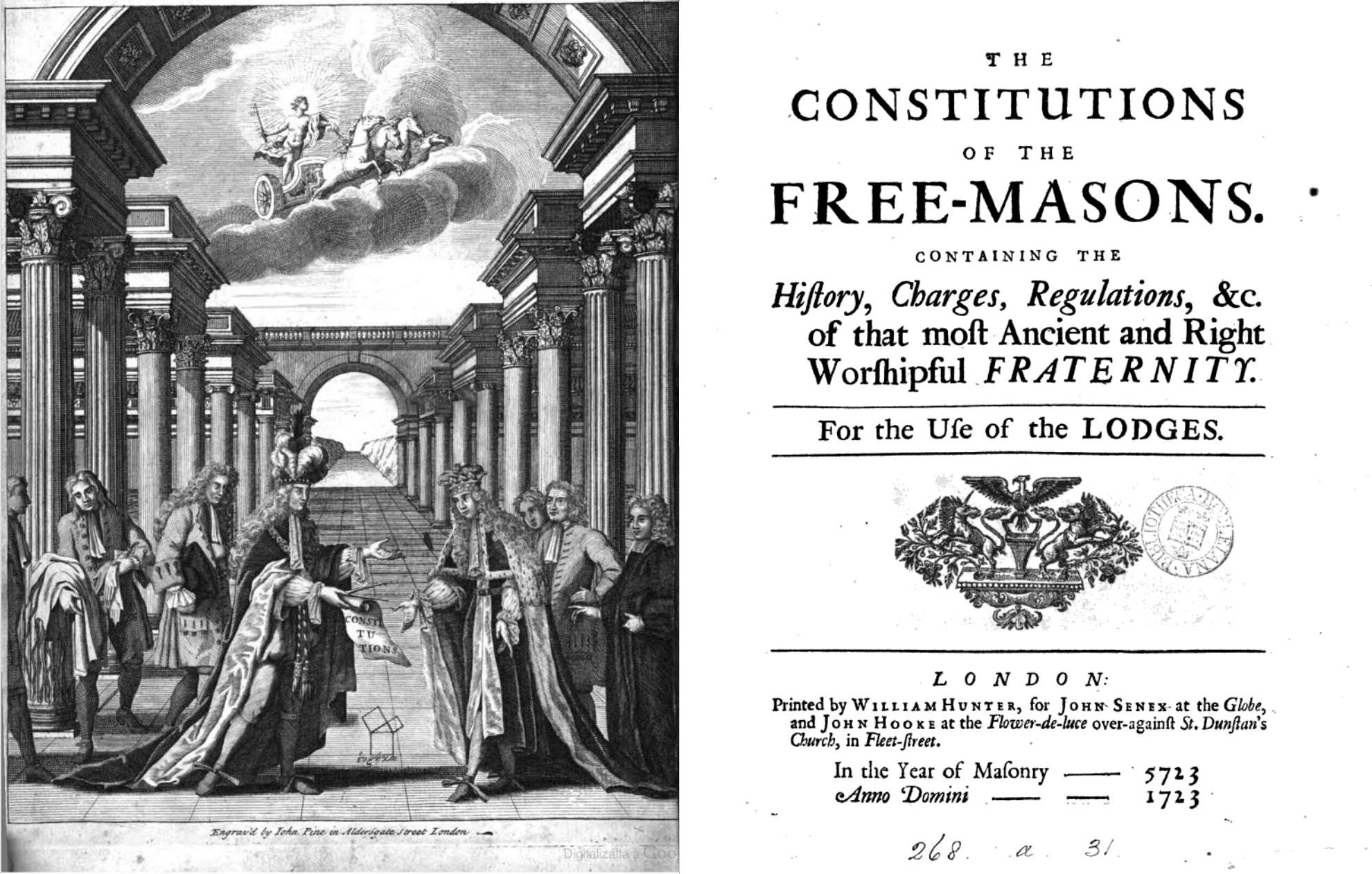
James Anderson: The Constitutions of the Free-Masons (1723)

### Deklarált elvei
A szabadkőművesség alapelveit alkotmányi szinten rögzítik: „A szabadkőművesség filozofikus, filantropikus, és progresszív intézmény.” Az egyéb alapelvek bázisát az erkölcsi törvény megtartásának követelménye, „kötelme” képezi, amely a reguláris (angol eredetű) testvériségben a Világegyetem Nagy Építőmesterében való hit előírásával párosul, szemben az irreguláris vagy liberális (francia eredetű) irányzattal, amely a metafizikai vélekedéseket az egyéni megítélésre bízza.
A szabadkőművesség azonosul a felvilágosodás célkitűzéseivel, vallja a szellem, a vallás, a politikai nézetek szabadságát, és a páholytagok vagyoni és társadalmi helyzetétől független egyenlőségét a szervezeten belül. A szabadkőműves program szerint a szervezet tagjai tevékenységük során a magasabb szellemi-erkölcsi értékek közvetítésével, a felvilágosodás és humanizmus hagyományainak fenntartásával és terjesztésével, munkájuk révén tevékenyen alakíthatják a társadalmi folyamatokat, amelyért felelősséggel tartoznak. A páholyok kötelessége a jótékonysági tevékenység, amely mind a külvilág felé, mind a szervezeten belül megnyilvánul.
A szabadkőműves iratok ezeken túl rögzítik a hazaszeretet, a titoktartás, az erkölcsileg megfelelő életvitel, a testvériség és tolerancia követelményét, és tilalmazzák a politikai illetve vallási kérdések páholyon belüli megvitatását.

### A kritikusok és ellenzők szerint
A társaság titokzatossága, jelképrendszere sokakban kelti azt a gyanút, hogy a szabadkőművesek okkult szertartásokat végeznek, és számos gúnyiratban felmerül a sátánizmus, a vér- és állatáldozatok, orgiák vádja.
A tárgyalt Humanum Genus enciklika megjelenése után általánossá válik a szabadkőművesség világuralomra törekvésének gondolata, amelyet tetéznek az I. világháborút lezáró békék, az 1917-es oroszországi forradalom és bolsevik hatalomátvétel Szentpéterváron, valamint a tanácsköztársaságok létrejötte. Megerősödik az a nézet, amely szerint a szabadkőművesség a zsidókkal és a bolsevizmussal összeesküdve gyakorolja a világhatalmat. Ez napjainkig is élő felfogás, amely mára kiegészült a szabadkőművesség cionizmussal való összefonódásának, valamint a globalizációban játszott szerepének hangsúlyozásával.
A szabadkőművesség legnevezetesebb támadói:
- Samuel Prichard - 1730-ban nyilvánosságra hozta a 3. fok (mester) szertartásait.
- Léo Taxil - 12 éven keresztül megjátszotta a katolikus egyház kebelére megtért bűnöst, aki leleplezi a szabadkőművesek mesterkedéseit.
- Erich Ludendorff - német tábornok, antiszemita, szabadkőművesség-ellenes és misztikus nézetek keverékét terjesztette írásaiban.
- Alfred Rosenberg - Hitler ideológusa, a zsidó-szabadkőműves világ-összeesküvés elméletének náci doktrinává emelője.

## Szervezete
A szabadkőművesség legfelsőbb szuverén szervezeti eleme a nagypáholy. Fennhatóságának területe általában megegyezik a számára otthont adó állam területével. A nagypáholy élén a határozott időre választott nagymester áll, a nagypáholy többi tisztségviselőjét ugyancsak választják.
A szabadkőművesség szervezeti alapegysége a páholy. A nagypáholyi alkotmány biztosította keretek között a páholy autonómiát élvez: tisztségviselőit, így vezetőjét, a főmestert is saját tagjai közül, határozott időre (általában 3 évre) választja. Tagjai meghatározott időközönként egy szertartásosan berendezett helyiségben – általában a páholyházban – munkára jönnek össze.

## Rítus- és jelképrendszere

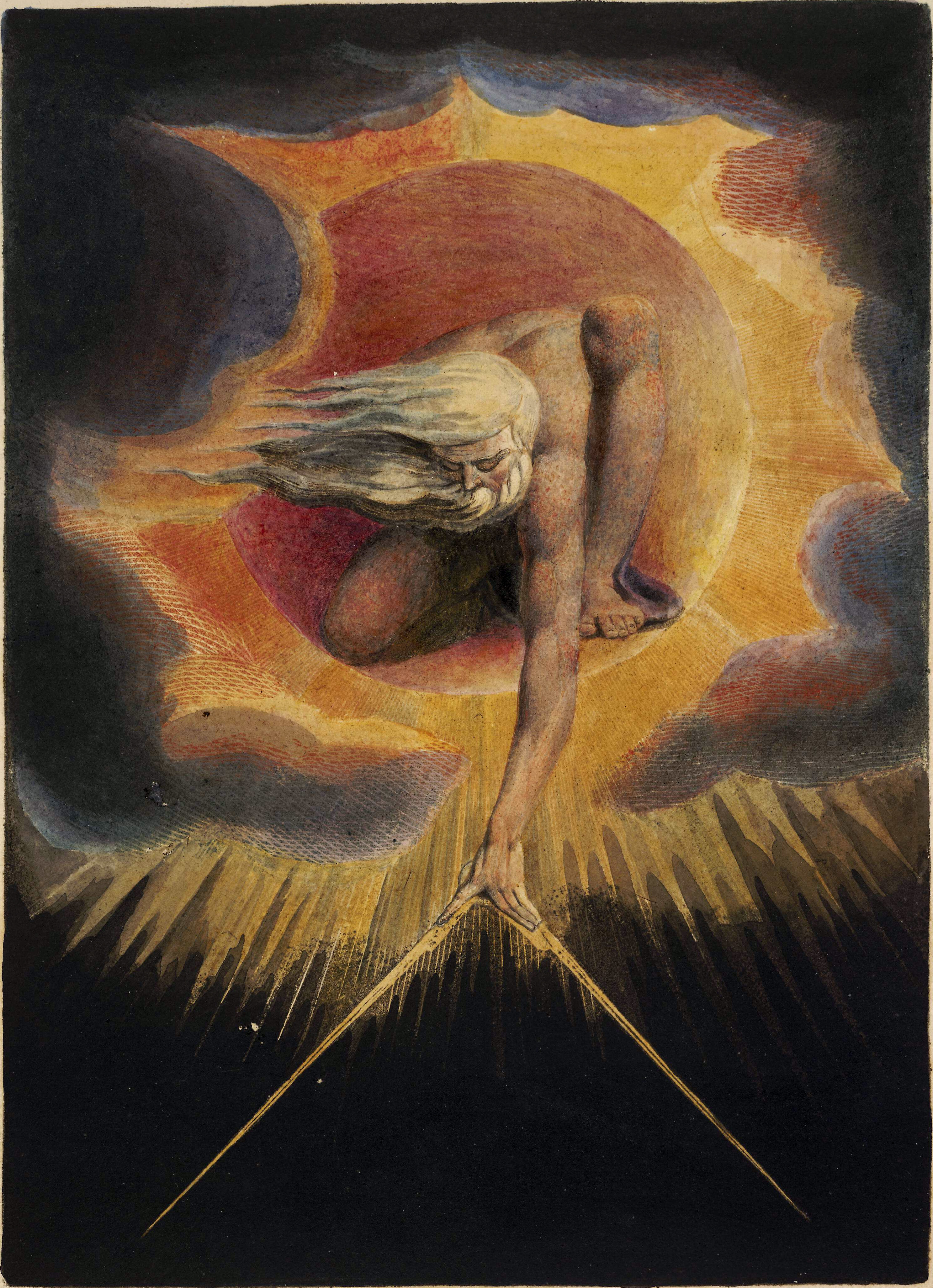
William Blake:(The Ancient of Days), 1794, British Museum, London.

A szabadkőművesség jelképrendszere, az Ősi elfogadott kőművességből (a hajdani katedrálisépítők, vagy operatív kőművesség) származik. Nem mások ezek mint a középkori építőcéhek által használt építő szerszámok. Egy másik része a bibliai Ószövetségből, egész pontosan Salamon Izrael királyának templomépítése során lezajlott hipotetikus eseményekből származik. Néhány szimbólumuk pedig az emberiséggel egyidős egyetemes jelkép.
A szabadkőművesség nem egységesen fejlődő szervezet. Számos rendszer alakult ki az idők során, sőt az egyes országokban is eltérőképpen fejlődött. Így elkülönülnek az olyan kiegészítések vagy rítusok, amelyeket a mérvadó Angol Egyesült Nagypáholy elfogad regulárisként, és olyanok, amelyeket nem, illetve olyanok, amelyeket soha semmilyen szabadkőműves szervezet nem ismer el, habár szabadkőműves jellegű a szimbolikájuk.
Angolszász rendszerek:
1. Királyi Boltív (+1°)
2. Yorki Rítus (a Királyi Boltív "amerikainak" nevezett ága)
3. Mark Masonry (arra a jelre utal amit a kőfaragók véstek az épület utolsó kövére, +4°)
4. Kriptikus Rítus (+3°)
5. Chivalric Masonry/Lovagi szabadkőművesség(+4°)

Latin rendszerek:
1. Francia rítus
2. Modern francia rítus
3. Memphis-Misraim rítus (90°)

Mindkét irányzatban használatos rendszerek:
1. Ősi és Elfogadott Skót Rítus (+30°)

## A rendfokozatok

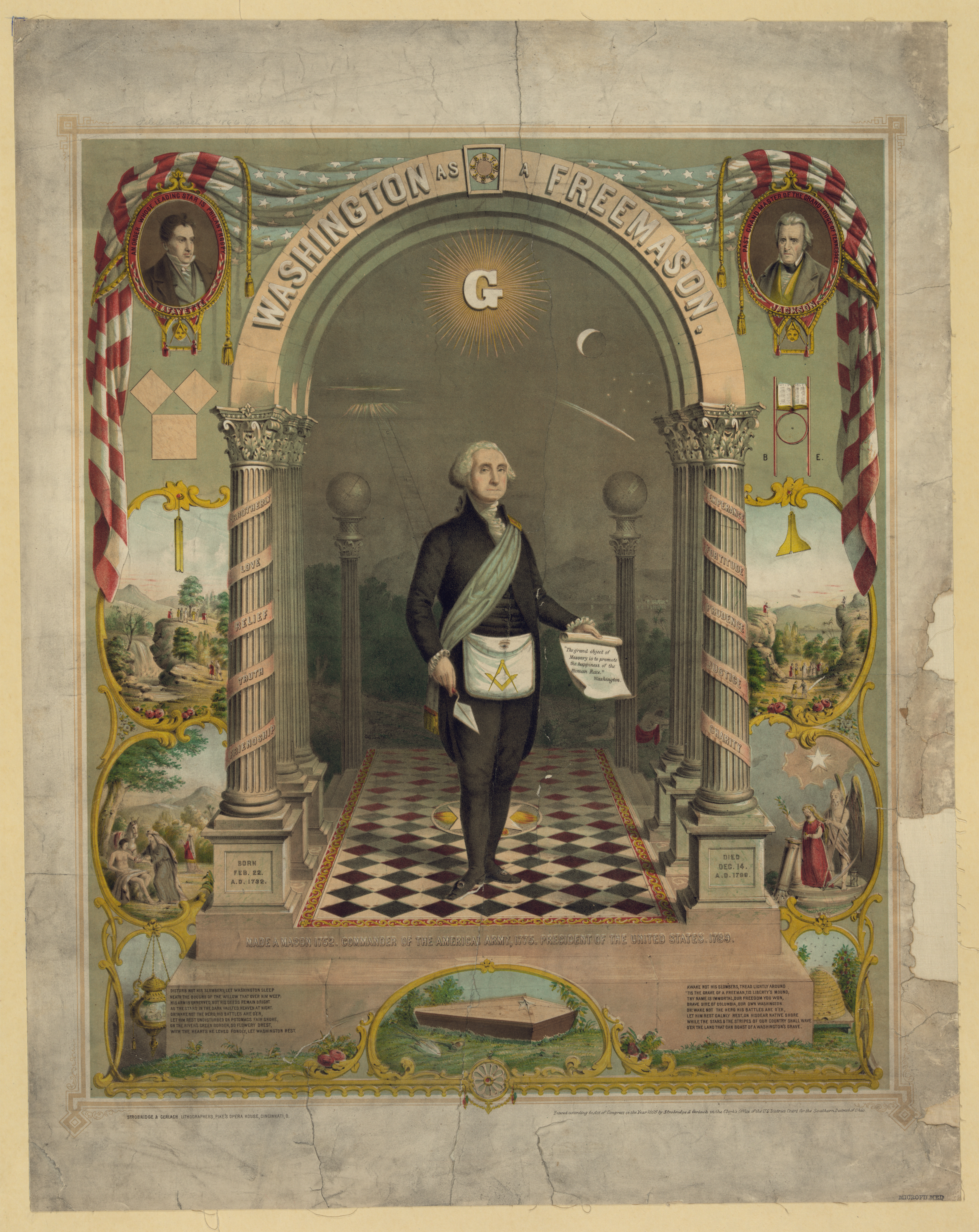
George Washington szabadkőműves öltözékben jobb kezében vakolókanállal

A János-rendi páholyok az eredeti szabadkőművesség 3 fokában (inas, legény, mester) dolgoznak (tartanak rituális összejöveteleket). Ezeket - angolszász terminológiával - kék páholyoknak is hívják, mert főként kék a páholyterem és a kötény díszítése.

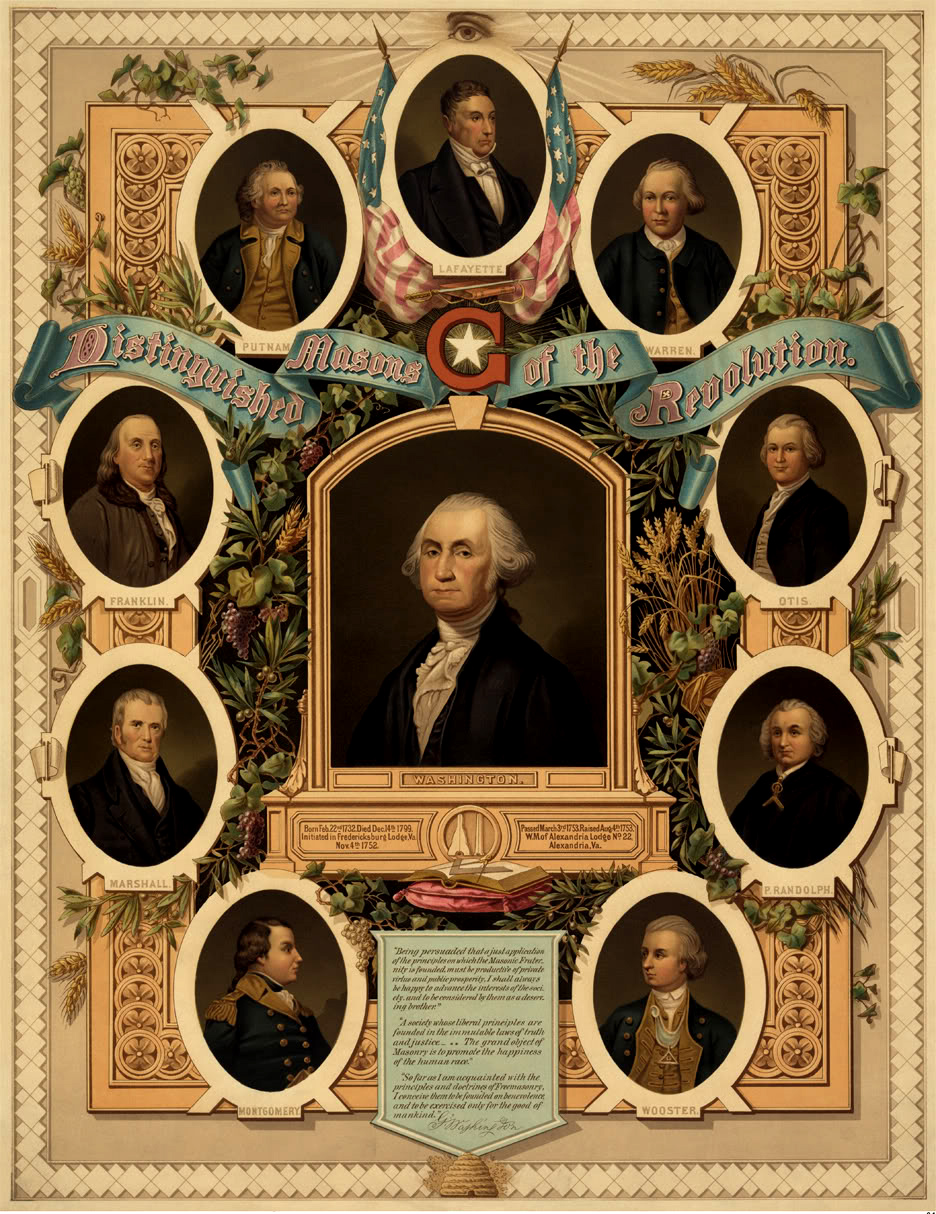
Amerikai szabadkőművesek tablója

Annak ellenére, hogy elvileg a János-rendi páholyok csak az első három fokot ismerik el, sok országban - Angliában is - elterjedt a skót ill. más magas fokokat tartalmazó rítus. Az első három fok utáni fokozatokat magas fokoknak hívják, és nem csak a skót rítusban vannak ilyenek, hanem számos más rendszer is működik magas fokokkal.
Régebben világszerte rivalizáltak a három fokú kék páholyok a magas fokúakkal, de aztán kialakult egy olyan megállapodás, amely szerint függetlenek az első 3 fok páholyai a magasabb fokok szerveződéseitől, az ún. káptalanjaitól. Tehát - a közkeletű elképzelésekkel szemben - a magasabb fokú szabadkőművesek nincsenek a hierarchiában magasabb fokon.
Ezt az ellentmondást úgy oldották fel, hogy az összes magas fokot a harmadik, azaz mester fokon belülinek tekintik. Ezzel magyarázható az is, hogy magasabb fokba csak mester fokú szabadkőművesek kerülhetnek. Ráadásul amíg az első 3 fokot a páholyok adják egy beavatási szertartás keretében, a magasabb fokok páholyközi káptalanjaiba "kooptálással", meghívással kerülnek be a tagok, persze itt is rituális keretek között avatják fel őket. (Nem minden fokban működik ténylegesen káptalan, az ilyen fokok címeit automatikusan megkapják a továbblépők.)
A saját rendszeren belüli nagytanács nem felügyeli a nagypáholyt és a nagypáholy sem irányítja a nagytanácsot. A kapcsolat úgy jön létre, hogy csak a nagypáholyok felügyelte páholyok vehetnek fel profánt szabadkőművessé, a nagytanácsok felügyelte káptalanok nem. A káptalanokba kizárólag páholyokba felvett és mesterré avatott szabadkőművesek kerülhetnek be.
Ha tehát egy páholyban valakit kizárnak a páholyból, s ezzel a szabadkőművességből, az automatikusan kizáródik a magas fokú káptalanokból is. Fordítva ez nem igaz.

### Rendfokozatok
A szabadkőművesség első három fokozata a következő:
1. Inas - angolul Entered Apprentice (bevezetett inas)
2. Legény - Fellow Craft (kőműves testvér)
3. Mester - Master Mason (kőműves mester)

#### Magas fokok

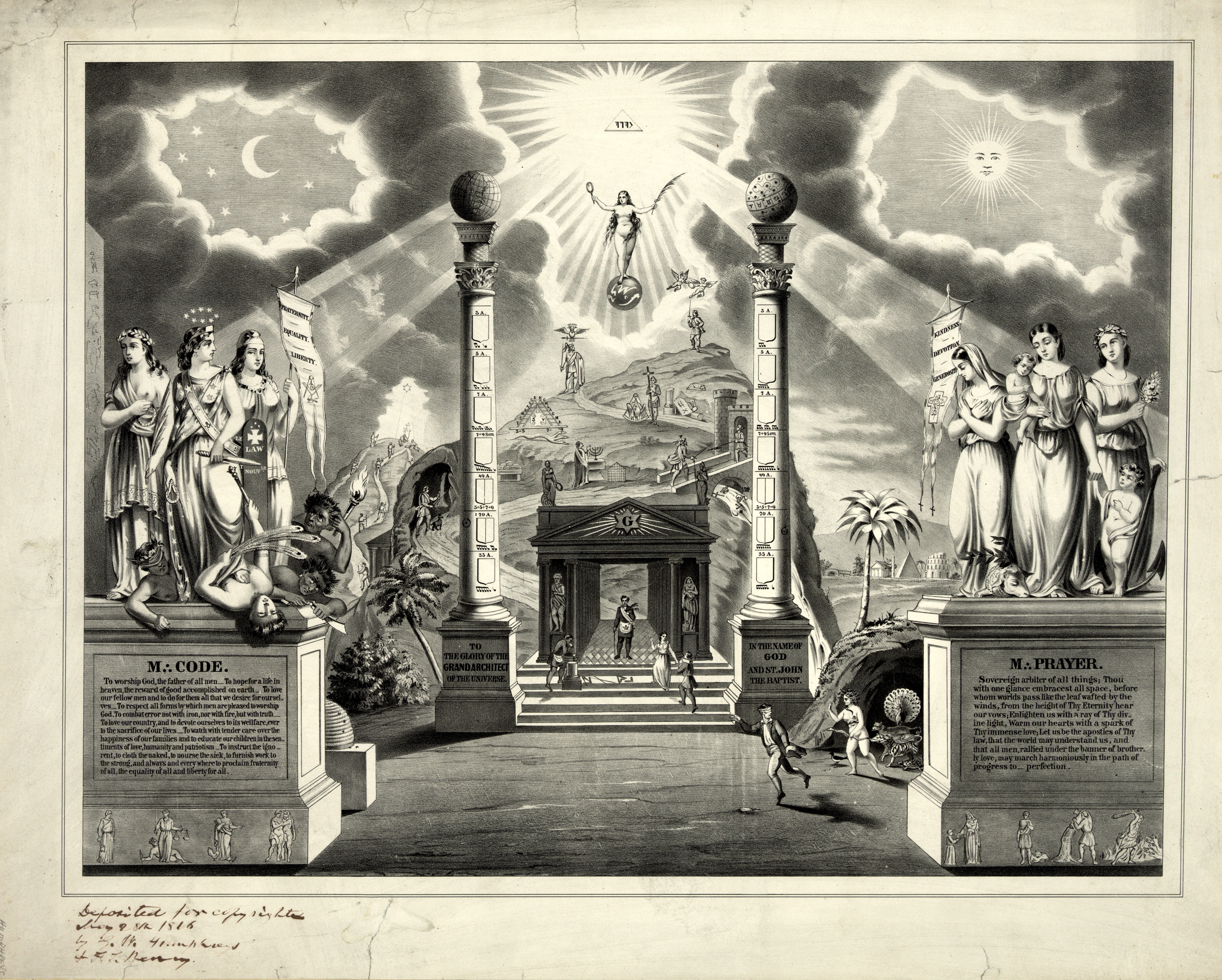
Szabadkőműves szimbólumok művészi ábrázolása (1846)

Számos ún. magas fokú rendszer jött létre az idők során, amelyek különböző egzotikus címeket és rangokat tartalmaznak.
Néhány ezek közül:
- Knight Templar (templomos lovag)
- Knight of the Mediterranean Pass (a mediterrán hágó lovagja)
- Knight of St. John of Malta (máltai Szent János Lovagja)
- The Rosy Cross of the Royal Order of Scotland (a skót királyi rend rózsakeresztje)
- Harodim of the Royal Order of Scotland
- Brother of St. Lawrence the Martyr (a mártír Szent Lőrinc testvére)
- The Red Cross of Constantin (Konstantin vörös keresztje)
- Knight of the Holy Sepulchre (a szent sír lovagja)
- The Nine Degrees of the Rosicrucian Society (a rózsakeresztes társaság kilenc foka)
- Knight of Constantinapole (Konstantinápoly lovagja)
- Rose Croix (rózsakereszt)
- The Secret Monitor (a titkos tanító)
- The Seven Grades of the Scarlet Cord (a skarlát kötél hét rangja)
- The Illustrious Order of the Light (a fény nagyhírű rendje)
- The Ancient and Accepted Rite of Scotland (Skócia ősi és elfogadott rítusa)

A legelterjedtebb magas fokú rendszer az Ősi és Elfogadott Skót Rítus, ami 33 fokozatból áll. Ez a rendszer is azzal a három alapfokozattal indul, mint minden szabadkőműves rendszer.
1. Entered Apprentice (inas)
2. Fellow Craft (legény)
3. Master Mason (mester)
4. Secret Master (titkos mester)
5. Perfect Master (tökéletes mester)

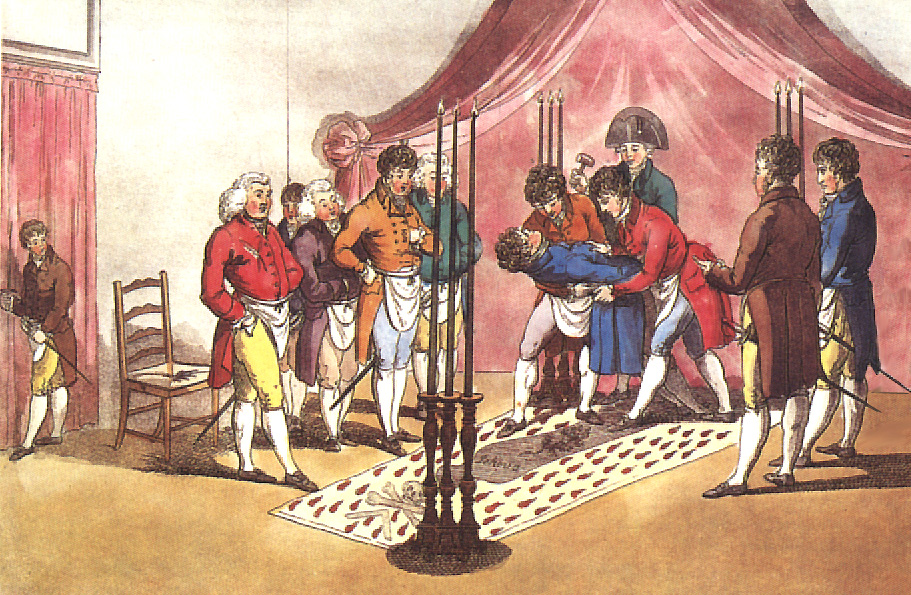
Szabadkőműves szertartás a 18. században

6. Intimate secretary (bizalmas titkár)
7. Provost and Judge (elöljáró és bíró)
8. Intendant of Buildings (épületfelügyelő)
9. Elect of Nine (kilencek választottja)
10. Elect of Fifteen (tizenötök választottja)
11. Sublime Elect (a magasztos kiválasztott)
12. Grand Master Architect (építész nagymester)
13. Royal Arch (of Enoch) (Enoch királyi boltíve)
14. Scotch King of Perfection (a tökéletesség skót királya)
15. Knight of the Sword or of the East (a kard, illetve a kelet lovagja)
16. Prince of Jerusalem (Jeruzsálem hercege)
17. Knight of the East and West (kelet és nyugat lovagja)
18. Knight of the Pelican and Eagle, and Sovereign Prince Rose Croix (a pelikán és sas lovagja, továbbá a rózsakereszt uralkodó hercege)
19. Grand Pontiff (hatalmas főpap)
20. Venerable Grand Master (tiszteletre méltó nagymester)
21. Patriarch of Noachite (Noé pátriárka)
22. Princes of Libanus (Libanon hercege)
23. Chief of the Tabernacle (a sátor ura)
24. Prince of the Tabernacle (a sátor hercege)
25. Knight of the Brazen Serpent (a rézkígyó lovagja)
26. Prince of Mercy (a könyörület hercege)
27. Commander of the Temple (a templom parancsnoka)
28. Knight of the Sun (a Nap lovagja)
29. Knight of the St. Andrew (Szent András lovagja)
30. Grand Elected Knight of the Black and White Eagle (a fekete és a fehér sas választott nagylovagja)
31. Grand Inspector, Inquivisitor Commander (főfelügyelő és inkvizítor parancsnok)
32. Sublime Prince of the Royal Secret (a királyi titkok fenséges hercege)
33. Grand Inspector General (a legfőbb felügyelő)